# Myrtil de Thomson
Maniola halicarnassus
Espèce
Le Myrtil de Thomson (Maniola halicarnassus) est une espèce d'insectes lépidoptères (papillons) de la famille des Nymphalidae, de la sous-famille des Satyrinae et du genre Maniola.

## Systématique
L'espèce Maniola halicarnassus a été décrite par George Thomson en 1987.

## Noms vernaculaires
Le Myrtil de Thomson se nomme Halirkarnas's Brown en anglais, Μανίολα της Νισύρου en grec et Halikarnas Esmeri en turc.

## Description
Le Myrtil de Thomson est un petit papillon au dessus des ailes antérieures orange bordé d'une large bande marron avec un ocelle noir doublement pupillé de blanc à l'apex et des postérieures totalement marron ou avec peu d'orange. Le mâle présente une grande bande androconiale triangulaire marron.
Le revers des antérieures est semblable orange bordé de marron avec l'ocelle de l'apex pupillé de blanc, celui des postérieures est d'un marron clair terne marqué chez le mâle d'une ligne d'ocelles cernés d'orange.
L'œuf présente 18 côtes longitudinales et les stades larvaires peuvent varier 5 ou 6.

## Biologie

### Période de vol et hivernation
Il vole en une génération, de  mai à septembre.

### Plantes hôtes
Ses plantes hôtes sont diverses graminées.

## Écologie et distribution
Il est présent en Grèce dans l'ile Égéenne de Nissiros et en Turquie.

### Biotope
Il fréquente les milieux buissonneux fleuris.

### Protection
Il ne bénéficie pas de statut de protection particulier.